# Agence d'études et de promotion de l'emploi
L'Agence d'études et de promotion de l'emploi, désigné par l'abréviation AGEPE, est un établissement public à caractère industriel et commercial créé par décret le 3 février 1993. Il est chargé de l'emploi en Côte d'Ivoire, en remplacement de l'ancien Office de la main-d’œuvre.

## Historique
Le premier organisme de gestion de l’emploi en Côte d'Ivoire a été créé en 1953 sous le nom d'Office de la main-d’œuvre de Côte d’Ivoire, désigné par l'abréviation OMOCI. Il fut doté du statut d'Établissement public à caractère administratif. Ce premier organisme remplissait son rôle de service public de l'emploi correctement jusque dans les années 1980, peu après le commencement de la crise économique consécutive à la chute des cours mondiaux du café et du cacao. À la suite de la constatation des défaillances de l'Office de la main d’œuvre dans ce contexte de plus en plus difficile, il fut décidé, dans le cadre du programme d’ajustement structurel soutenu par le Fonds monétaire international et la Banque mondiale, de réformer les institutions du marché de l’emploi ivoirien. C'est à la suite de ce programme que fut signé le décret no 93-221 du 3 février 1993 portant création de l’Agence d’étude et de promotion de l'emploi, doté d'une forme juridique plus appropriée pour son rôle.

## Missions
- réaliser et diffuser toutes documentations sur l'emploi, la formation et les résultats des études et enquêtes menées par l'AGEPE ;
- assurer la prospection du marché du travail et la collecte des offres d’emplois, l'aide et le conseil aux entreprises dans leurs recrutements, ainsi que la mise en relation de l'offre et de la demande d’emploi ;
- conseiller et orienter les demandeurs d'emploi vers des offres ou des formations ;
- assurer la gestion des visas et des contrats de travail du personnel non-ivoiriens ;
- assurer le versement des indemnités.

## Statistiques
Une enquête menée à l'agence et rendue public à la mi-2012 a révélé le fait que la répartition du taux de chômage sur le territoire ivoirien est très inégale selon les régions. En effet, le taux de chômage sur l'ensemble du territoire s'établit à 9,4 % de la population, soit un peu plus de 986 000 chômeurs selon les critères de l'organisation internationale du travail, mais les taux s’établissent en fait à 15,2 % en zone urbaine et à 3,8 % en zone rurale. Le taux de chômage le plus élevé se trouve dans la ville d'Abidjan, qui détient un taux de chômage de 19,5 %,. 
L'étude révèle également que le taux d'emploi informel en 2012 s'établit à 91,2 %, tandis que le taux d’emploi salarié est de 18,1 %. Le taux d’emploi vulnérable s'établit à 70,4 % (81,5 % en zone rurale et 57,3 % en zone urbaine). Enfin, 42,7 % des travailleurs reçoivent un salaire inférieur au salaire minimum inter-professionnel, établit à 36 000 francs CFA pendant la phase d'enquête. Sur l’application du SMIG à 60 000 francs CFA, encore non-effectif, ce chiffre passe à 58,4 % des travailleurs.
L'AGEPE a également relevé que de 40,3 % des chômeurs sont découragés de chercher du travail, à cause de la corruption, du manque de moyens, d’opportunités ou d'un manque information.

## Identité visuelle

Logotype utilisé de 1993 à 2013.
Logotype utilisé depuis 2013.